# Durant (Iowa)
Durant is een plaats (city) in de Amerikaanse staat Iowa, en valt bestuurlijk gezien onder Cedar County en Muscatine County en Scott County. De plaats is genoemd naar Thomas C. Durant omdat hij geld gaf voor de bouw van een school. Thomas C. Durant bouwde met zijn Union Pacific het oostelijke deel van de eerste transcontinentale spoorweg in de VS.

## Demografie
Bij de volkstelling in 2000 werd het aantal inwoners vastgesteld op 1677. In 2006 is het aantal inwoners door het United States Census Bureau geschat op 1715, een stijging van 38 (2,3%).

## Geografie
Volgens het United States Census Bureau beslaat de plaats een oppervlakte van 2,6 km², geheel bestaande uit land. Durant ligt op ongeveer 218 m boven zeeniveau.

## Plaatsen in de nabije omgeving
De onderstaande figuur toont nabijgelegen plaatsen in een straal van 16 km rond Durant.